# غيلبرت أ. هاريسون
غيلبرت أ. هاريسون (بالإنجليزية: Gilbert Avery Harrison)‏ هو صحفي أمريكي، ولد في 18 مايو 1915، وتوفي في 3 يناير 2008.